# Kalsoyarfjørður

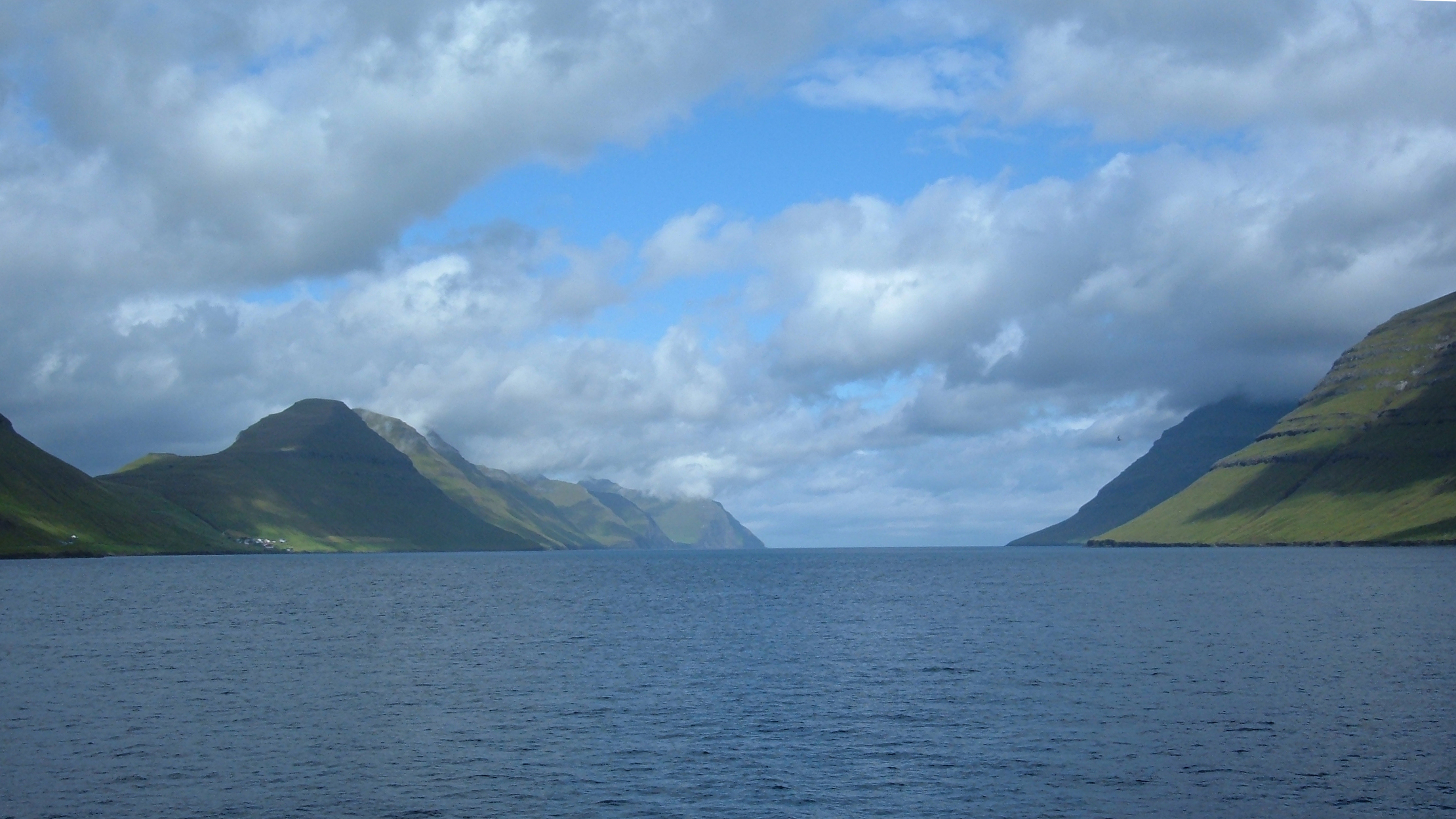
Der Kalsoyarfjørður mit den Inseln Kalsoy (links) und Kunoy (rechts).

Der Kalsoyarfjørður [ˈkalsjaɹˌfjøːɹʊɹ] (dänischer Name Kalsøfjord) ist eine Meerenge der Färöer zwischen den Inseln Kalsoy im Westen und Kunoy im Osten.
Im Norden mündet die Meerenge in den offenen Nordatlantik und im Süden in den Leirvíksfjørður zwischen Eysturoy und Borðoy.
Am Kalsoyarfjørður liegen alle Orte von Kalsoy (Syðradalur, Húsar, Mikladalur, Trøllanes) und dem Ort Kunoy auf der gleichnamigen Insel.
Eine Fähre von Strandfaraskip Landsins befährt die Meerenge von Klaksvík nach Syðradalur und Húsar.
Koordinaten: 62° 18′ N, 6° 42′ W